# Prințul Heinrich al XXXIII-lea Reuss de Köstritz
Prințul Heinrich al XXXIII-lea Reuss de Köstritz (26 iulie 1879 – 15 noiembrie 1942) a fost fiul Prințului Heinrich al VII-lea Reuss de Köstritz și a soției sale, Prințesa Marie Alexandrine de Saxa-Weimar-Eisenach.

## Primii ani
Tatăl său a fost unul dintre cei mai capabili oameni ai lui Bismarck și a fost strâns contact cu el în perioada 1878-1894. El s-a căsătorit cu Prințesa Marie Alexandrine de Saxa-Weimar-Eisenach. Mama micului Heinrich a fost a doua în linia de succesiune la tronul olandez după nepotul ei, Wilhelm Ernest, Mare Duce de Saxa-Weimar-Eisenach din 1900 până la nașterea Prințesei Iuliana în 1909.

## Căsătorie
S-a căsătorit cu Prințesa Victoria Margaret a Prusiei, fiica Prințului Friedrich Leopold al Prusiei și a Prințesei Louise Sophie de Schleswig-Holstein-Sonderburg-Augustenburg, la 17 mai 1913 la Neues Palais, Potsdam, Brandenburg, Germania. El și Viktoria Margarete Elisabeth Marie Ulrike Prinzessin von Preußen au divorțat la 14 iulie 1922.  Curtea dintre Prințesa Margaret și Prinț a întâmpinat dificultăți. Ambii ei părinți au obiectat puternic, rangul lui nefiind egal cu al lor și se așteptau ca fiica lor să facă o partidă mai bună.
A doua oară s-a căsătorit la 10 aprilie 1929, la Paris, cu Allene Tew, fiica lui Charles Henry Tew și Janet Smith. El și Allene au divorțat la 31 octombrie 1935, la Paris, Franța.